# Явузели
Явузели (тур. Yavuzeli) — город и район в провинции Газиантеп (Турция).

## История
Люди жили в этих местах с доисторических времён. В XVI веке султан Селим I по прозвищу «Явуз» («Грозный») завоевал эти земли и включил их в состав Османской империи, находившийся здесь генуэзский город Джингифе получил турецкое название Джингифедир. В 1958 году он был переименован в Явузели в память о Селиме I.